# Піринг
Піринг (від англ. peering — сусідство) — угода інтернет-провайдерів про обмін трафіком між своїми мережами, а також технічну взаємодію, що реалізує дану угоду: з'єднання мереж і обмін інформацією про мережеві маршрути по протоколу BGP.

## Про пірингові угоди
Договір обміну Інтернет-трафіком між двома і більше мережами Інтернет-провайдерів складається з трьох елементів:
- фізичне з'єднання мереж;
- технічна взаємодія між мережами, обмін маршрутами;
- комерційні й договірні пірингові угоди.

Інтернет-провайдери часто організовують точки обміну трафіком, тобто приміщення, в яких відбувається фізичне з'єднання мереж багатьох операторів.

## Типи пірингових угод
Піринг може здійснюватися через:
- приватний зв'язок за схемою «точка-точка» між двома мережами;
- точку обміну трафіком, можливо, незалежну ні від одного провайдера, де безліч операторів обмінюються трафіком.

З комерційної думки розрізняють платний і безкоштовний піринг. Зазвичай великі провайдери обмінюються трафіком між собою безкоштовно, і стягують оплату за піринг з дрібних провайдерів. Дрібні провайдери обмінюються між собою на точках обміну трафіком безкоштовно.

## Ефективність пірингу
Піринг дозволяє скоротити маршрути передачі пакетів між мережами й знизити витрати на трафік. Створення міських чи національних вузлів обміну трафіком допомагає уникнути використання міжміських та міжнародних каналів зв'язку при передачі інформації між різними Інтернет-провайдерами одного міста чи країни. Піринг дозволяє Інтернет-провайдерам пропонувати безкоштовний місцевий трафік.